# Ґру
Ґру (норв. Gro) — норвезьке жіноче ім'я.
- Ґру Гаммерсенґ (норв. Gro Hammerseng, нар. 1980) — норвезька гандболістка, олімпійська чемпіонка.
- Ґру Гарлем Бруннтланн (норв. Gro Harlem Brundtland, нар. 1939) — норвезька політична діячка, голова найбільшої партії в Норвегії, прем'єр-міністр, відома міжнародна діячка.